# Myszeczka piękna
Myszeczka piękna (Vandeleuria nilagirica) – endemiczny gatunek gryzoni z rodziny myszowatych, występujący wyłącznie w południowych Indiach. Gatunek został opisany naukowo w 1867 roku przez T.C. Jerdona.

## Biologia
Myszeczka piękna żyje w górach Nilgiri i dystrykcie Kodagu, na wysokości od 900 do 2100 m n.p.m. Występuje w górskich wilgotnych lasach równikowych i na plantacjach kawy, bananowców i kardamonu. Buduje sferyczne lub owalne gniazda z traw i liści w rozwidleniach gałęzi drzew lub na kawowcach. Od października do lutego gniazduje w parach. Gniazdo służy tylko do odchowania młodych, po uzyskaniu przez nie samodzielności gryzonie porzucają je i przenoszą się do dziupli i płytkich gniazd w koronach drzew.
Myszeczka piękna bywa uznawana za podgatunek myszeczki orientalnej (Vandeleuria oleracea); różni się od niej biało-szarym spodem ciała (V. oleracea ma spód czysto biały) i dłuższym ogonem. Oba gatunki mają brązowy grzbiet.

## Populacja
Jest to gatunek zagrożony, spotykany na obszarze mniejszym niż 5000 km², z czego stale przebywa na mniej niż 500 km². Z liczby używanych gniazd wnioskuje się, że jedyna stabilna populacja tych gryzoni znajduje się na sąsiadującej z lasem plantacji kawy w dystrykcie Kodagu. Zwierzęta te są zagrożone przez wpływ człowieka, stosowanie pestycydów i wprowadzanie do ekosystemu obcych gatunków drzew.